# Közönséges keringőbogár
A közönséges keringőbogár (Gyrinus substriatus) a rovarok (Insecta) osztályának bogarak (Coleoptera) rendjébe, ezen belül a ragadozó bogarak (Adephaga) alrendjébe és a keringőbogár-félék (Gyrinidae) családjába tartozó faj.

## Előfordulása
A közönséges keringőbogár  szinte egész Európában előfordul. Magyarországon – és az egész Kárpát-medencében – a keringőbogár-félék leggyakoribb faja. Kisebb állóvizek nyílt felületű részein, patakok csendesebb, árnyas szakaszain országszerte megtalálható. Nem veszélyeztetett, bár a vízszennyeződés miatt egyes populációi veszélyben lehetnek.

## Megjelenése
A lárva hossza 10-15 milliméter, a kifejlett rovaré, azaz az imágóé hossza 4,8-5,5 milliméter. A bogár teste kemény és ovális alakú, áramvonalas. Domború szárnyfedőjén szabályos pontsorok húzódnak. Felülete csillogó fekete. Teste alul részben világosabb, lábai sárgák. Elülső pár lába hosszú, a két hátsó pár láb sokkal rövidebb, ezekkel úszik a víz felszínén. A lábszárak rövidek és laposak, a lábfejek ízei befelé erősen kiszélesedtek, és legyezőszerűen helyezkednek egymásra. A lábszárak és a negyedik lábfejíz szélén lapított, merev úszóserték vannak. Szeme két részből áll, a felső résszel a víz felett, az alsó résszel a víz alatt lát. Csápja rövid, az első íz fül alakú. A lárva teste karcsú, kétszer-háromszor hosszabb, mint a kifejlett rovar teste, 13 szelvényből áll. A lárva lábain hegyes karmok vannak. Kopoltyúi kis nyúlványok, melyeken keresztül a lárva a víz alatt lélegzik. Szájszerve rágó, belül szívócsatornával.

## Életmódja
A közönséges keringőbogár álló- és folyóvizek, gyér növényzetű árkok és szabad vízfelülettel rendelkező tavacskák lakója. A közönséges keringőbogár társas természetű; napközben táplálékot keres, éjszaka új vizekre repül. Ketté osztott szemének felső részével a levegőből, az alsóval a víz alól érkező ellenségeit veszi észre. Maga a vízfelszín azonban kiesik a látóteréből, vagyis abban a síkban, melyben mozog, tulajdonképpen vak. Itt csápja segítségével tájékozódik, amely a felszíni rezgések érzékeléséhez módosult; ilyen módon kerüli el az összeütközést a fajtársaival vagy a vízben lévő tereptárgyakkal, illetve így veszi észre a vízbe esett áldozatát. Ha veszélybe kerül, a víz alá bukik, esetleg tejszerű váladékkal teszi zavarossá a vizet maga körül, így próbál menekülni. Főleg a víz felszínére esett rovarokkal táplálkozik. Lárvája szintén ragadozó, de a vízfelszín alatt szerzi zsákmányát. A kifejlett rovar telel át.

## Szaporodása
A párzás március–április között zajlik. A petéket szálon vagy csomóban a víz alatt rakja le. A kifejlett bogár augusztus végén vagy szeptember elején bújik ki a bábból.

## Képek

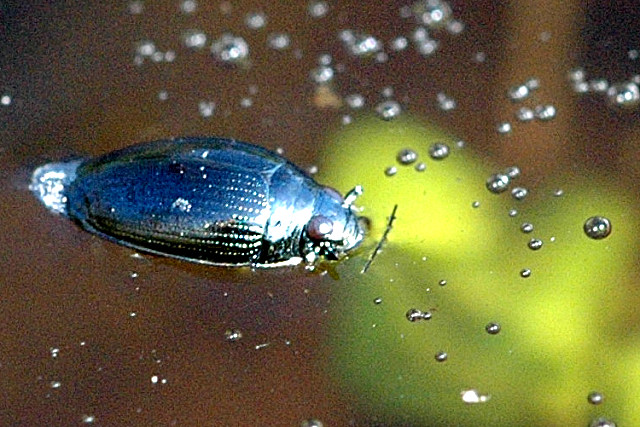
Víz felszínén úszó közönséges keringőbogár (Gyrinus substriatus)
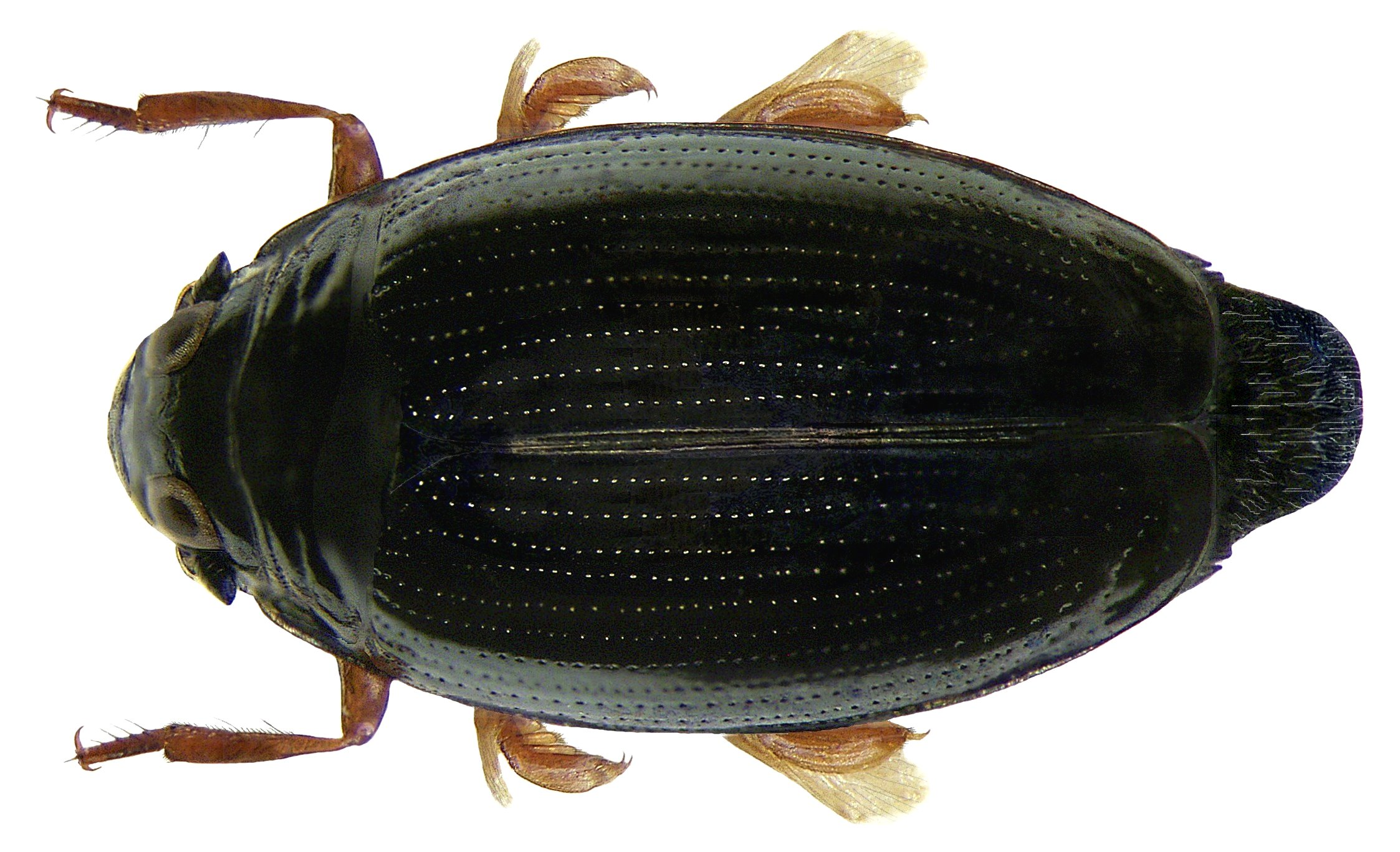
Közönséges keringőbogár (Gyrinus substriatus)